# Possession (film 1981)
Possession è un film del 1981 diretto da Andrzej Żuławski.
Presentato in concorso al 34º Festival di Cannes, ha vinto il premio per la migliore attrice per l'interpretazione di Isabelle Adjani.
Film controverso e difficilmente catalogabile, a cavallo tra l'horror psicologico ed il dramma sentimentale, la pellicola affronta un'ampia gamma di tematiche, dal rapporto uomo-donna al soprannaturale, dalla fede religiosa alla filosofia esistenzialista fino alla metafora politica sulla Guerra fredda.
Sin dalla sua uscita ha subito pesanti tagli dalla censura, ottenendo, in quasi tutte le nazioni in cui è stato distribuito, il divieto di visione ai minori. Nel corso degli anni ha tuttavia conosciuto una sempre più vasta popolarità, acquisendo lo status di cult movie. La pellicola è elogiata in particolare per l'iconica ed intensa performance di Isabelle Adjani, considerata tra le più memorabili e sconvolgenti della storia del cinema horror.
Il film è incluso nella lista delle migliori pellicole di tutti i tempi stilata dalla rivista Sight and Sound, pubblicata dal British Film Institute. Il sito specializzato in cinema indipendente IndieWire lo ha eletto come migliore film horror della storia. Possession figura anche nelle liste dei cento migliori film horror di tutti i tempi stilate dalle riviste Time Out e Variety.

## Trama
Berlino Ovest, 1980. Mark è un agente segreto che torna a casa da una misteriosa missione. Lui e sua moglie Anna sono in crisi. Anna inizialmente afferma che non si tratta di un tradimento, i due ammettono di aver perso interesse l'uno per l'altra, ma sembrano voler restare insieme e contemplano con affetto il figlioletto Bob. Poi però Anna sparisce per alcuni giorni e, via telefono, dice al marito che tra loro è finita e di avere da tempo un'altra relazione. I due si incontrano in un ristorante per discutere della casa e del figlio, litigano, Mark in preda alla gelosia tira alcune sedie addosso ad Anna e il personale del ristorante interviene per fermarlo. Comunque Mark, con riluttanza, consegna l'appartamento e la custodia di Bob a lei. 
Dopo essersi ripreso da una forte crisi depressiva con abuso alcolico, Mark visita l'appartamento per trovare Bob da solo e trascurato. Quando Anna ritorna, i due hanno un'accesa discussione riguardante Bob. Mark si rifiuta di lasciare il bambino da solo con la madre e decide di rimanere nell'appartamento, intimando ad Anna di interrompere l'altra relazione per salvare la famiglia. Anna, inizialmente arrendevole, se ne va nel cuore della notte.
Mark riceve una telefonata dall'amante di Anna, Heinrich, che gli dice che la donna è con lui. Il giorno successivo, Mark incontra la maestra di Bob, Helen, sorprendentemente identica ad Anna ma con gli occhi verdi. Più tardi, un furibondo Mark si reca da Heinrich, i due discutono e Mark viene malmenato, per poi tornare a casa e malmenare a sua volta Anna, che fugge irata e sanguinante. La mattina successiva, Anna torna nell'appartamento per preparare il pranzo al figlio. Ancora una volta gli ex-coniugi hanno un acceso dibattito durante il quale finiscono per tagliarsi in modo autolesionistico con un coltello elettrico.
Un investigatore privato assunto da Mark inizia a seguire Anna, scoprendo che la donna possiede un malandato appartamento in una casa popolare vicino al Muro di Berlino. Con una scusa il detective riesce ad entrare, ma prima di essere ucciso da Anna fa una terribile scoperta: nella camera da letto è presente una mostruosa creatura umanoide. 
Nel frattempo Mark si occupa di Bob. Riceve la visita di Heinrich, che esibisce un comportamento erratico ed è preoccupato perché Anna non si è più fatta viva, e di Helen, preoccupata per Bob perché lo vede spesso piangente e spaventato. Mark accetta l'aiuto e la compagnia di Helen, benché convinto che le donne non meritino fiducia.
Anna continua il suo comportamento irregolare e racconta a Mark di aver avuto un violento aborto spontaneo, trasudando sangue e presumibilmente sperma, nel sottopasso della metropolitana e ciò l'avrebbe condotta ad un esaurimento nervoso: la mostruosa creatura è stata creata presumibilmente allo stesso modo per partenogenesi. Infine afferma che l'aborto ha coinvolto due gemelle, di cui una sarebbe morta (da lei chiamata "Fede") e che una delle due (da lei chiamata "Caso") sia sopravvissuta. Heinrich, su suggerimento di Mark, visita Anna nel secondo appartamento e scopre dell'esistenza della creatura e parti umane smembrate nel frigorifero; Anna lo accoltella alla spalla ma l'uomo riesce a sopravvivere, fuggendo in un bar. Sconvolto, Heinrich telefona a Mark chiedendogli di incontrarsi.
Mark si reca egli stesso nell'appartamento di Anna e scopre i corpi smembrati nel frigorifero, ma la creatura sembra scomparsa. Incontra quindi Heinrich al bar, quest'ultimo ritiene Anna malata e propone a Mark di aiutarla senza coinvolgere la polizia, ma Mark lo uccide e ricrea una scena da morte accidentale. Quindi ritorna all'appartamento di Anna e lo fa incendiare. Rincasato, trova l'amica-nemica Margie moribonda nell'ascensore con la gola tagliata (Anna rivelerà di averlo fatto per proteggere la creatura), e la lascia morire in casa; ritrova Anna, con la quale ha un rapporto sessuale. Entrambi ormai fuori controllo, progettano di lasciare la città con Bob e la creatura, nascondendosi momentaneamente nell'appartamento di Margie; lì Mark vede un rapporto sessuale tra Anna e la creatura. La madre di Heinrich telefona a Mark chiedendo di suo figlio e quando Mark si reca da lei per incontrarla, l'anziana signora si suicida avvelenandosi.
Il giorno successivo, mentre Mark vaga per la strada, incontra i suoi ex colleghi di lavoro. Si comporta stranamente e risulta essere evasivo per ogni domanda. Torna nell'appartamento di Margie per trovarlo circondato dalla polizia e dai suoi ex datori di lavoro. Grazie all'aiuto di un tassista, Mark inscena un diversivo, permettendo ad Anna di fuggire via nella sua auto, che si trovava nel vialetto della casa circondata. Durante la sparatoria, Mark viene colpito alla spalla, ma riesce comunque a fuggire con la moto di Heinrich, per poi scappare in un vecchio edificio, dove viene inseguito da Anna, dalla polizia e dai suoi colleghi di lavoro. Anna raggiunge Mark in cima alle scale e rivela che la creatura è ormai completata: si tratta di un vero e proprio doppelgänger di Mark, un suo identico sosia ma con gli occhi verdi, similmente ad Helen. Il Mark originale alza la pistola per sparare al doppio ma viene colpito insieme ad Anna da una raffica di proiettili sparati dalla polizia. Il sosia rimane inspiegabilmente illeso. Insanguinata e morente, Anna giace a terra accanto a Mark e usa la sua pistola per spararsi. Con le ultime forze in corpo Mark decide di gettarsi dalla tromba delle scale. Intanto il doppelgänger riesce a fuggire attraverso il tetto.
Più tardi, Helen, che sta badando come babysitter a Bob, sente il campanello suonare. Bob la implora di non aprire la porta e fugge nel bagno dove si getta nella vasca, galleggiando morto. Helen lo ignora e si dirige verso la porta di vetro smerigliato da cui si intravede la sagoma del doppelgänger. Poco prima che la donna giunga alla porta, dall'esterno si inizia a sentire il suono di sirene, aerei ed esplosioni che preannuncerebbero l'inizio di una terza guerra mondiale da parte dell'Unione Sovietica.

## Produzione

### Sviluppo
Quando il regista Andrzej Żuławski iniziò a concepire l'idea del film si rivolse alla collega francese Danièle Thompson, proponendole di collaborare ad un nuovo progetto. Dopo averle consegnato una prima bozza di sceneggiatura, fu lei a suggerire il nome di Frederic Tuten per la stesura della sceneggiatura definitiva. Żuławski si recò quindi a New York per incontrarlo e, insieme, lavorarono alla sceneggiatura in un periodo di profonda depressione vissuto dal regista.
Nel 1976 Żuławski aveva divorziato dall'attrice polacca Małgorzata Braunek, sua musa nei primi film girati in Polonia, La terza parte della notte (1971) e Il diavolo (1972). Il film fu quindi fortemente influenzato dalle vicende biografiche del regista, che in esso volle trasmettere tutta la sofferenza del divorzio dalla moglie. A tal proposito Żuławski ricordò un episodio doloroso: una sera, rientrato tardi a casa, trovò il figlio Xawery, allora di cinque anni, da solo nell'appartamento, ricoperto di marmellata, abbandonato dalla madre per ore – un'immagine che avrebbe poi rievocato in una scena di Possession. Anche la caratterizzazione volutamente ridicola di uno dei personaggi del film, l'amante di Anna - Heinrich - è influenzata dalle vicende matrimoniali del regista.
Il budget complessivo del film, prodotto dalla francese Gaumont, ammontò a 2,4 milioni di dollari per dodici settimane di riprese.
Il film rappresenta l'unica pellicola girata in lingua inglese da Żuławski.

### Casting
Insieme alla produttrice Marie-Laure Reyre, Zuławski ebbe da subito in mente Isabelle Adjani per il ruolo di Anna. Dopo l'esordio hollywoodiano con Driver l'imprendibile (1978), l'attrice francese aveva deciso di tornare al cinema europeo. Apparsa nei panni di Lucy Harker in Nosferatu, il principe della notte (1979), la Adjani non era ancora riuscita ad eguagliare il successo della sua candidatura all'Oscar ottenuta per Adele H. - Una storia d'amore (1975). Inizialmente l'attrice francese rifiutò l'offerta per Possession, spingendo la produzione a considerare Judy Davis, la cui interpretazione in La mia brillante carriera (1979) aveva colpito Żuławski. Tuttavia l'esitazione di Judy Davis ed il ripensamento di Isabelle Adjani sulla decisione iniziale, favorito anche dal suo compagno di allora, Bruno Nuytten (direttore della fotografia del film), portarono alla scelta definitiva della protagonista.
Il ruolo di Anna risultò estremamente devastante sul piano psicologico per l’attrice francese. In un’intervista Isabelle Adjani ha dichiarato che le servirono anni per riprendersi dall’esperienza del film. «Possession - spiegò l'attrice nel 2002 - era un film impossibile da realizzare, e ciò che ho fatto in quel film era altrettanto impossibile. Eppure, l’ho fatto, e mi è costato carissimo. Nonostante tutti i premi, tutti gli onori che ho ricevuto, mai più un trauma del genere, nemmeno in un incubo». Circolarono anche voci, confermate dallo stesso Żuławski, secondo cui l'attrice avrebbe tentato il suicidio dopo le riprese del film.
Per il ruolo di Mark venne scelto il neozelandese Sam Neill, attore allora ancora poco noto al grande pubblico, che aveva recitato accanto a Judy Davis in La mia brillante carriera. Anche per Neill l'esperienza del film fu particolarmente intensa, come spiegato in un'intervista del 2021: «Lo definisco il film più estremo che abbia mai realizzato, in ogni possibile senso, e ci ha chiesto cose a cui ora non vorrei e non potrei più arrivare. E penso di essere scampato a quel film a stento, con la salute mentale appena intatta».
Per l'ideazione della creatura mostruosa nascosta da Anna, la produzione si affidò all'effettista italiano Carlo Rambaldi, reduce dal successo di Alien (1979) e che, immediatamente dopo Possession, avrebbe lavorato a E.T. l'extra-terrestre (1982).

### Riprese

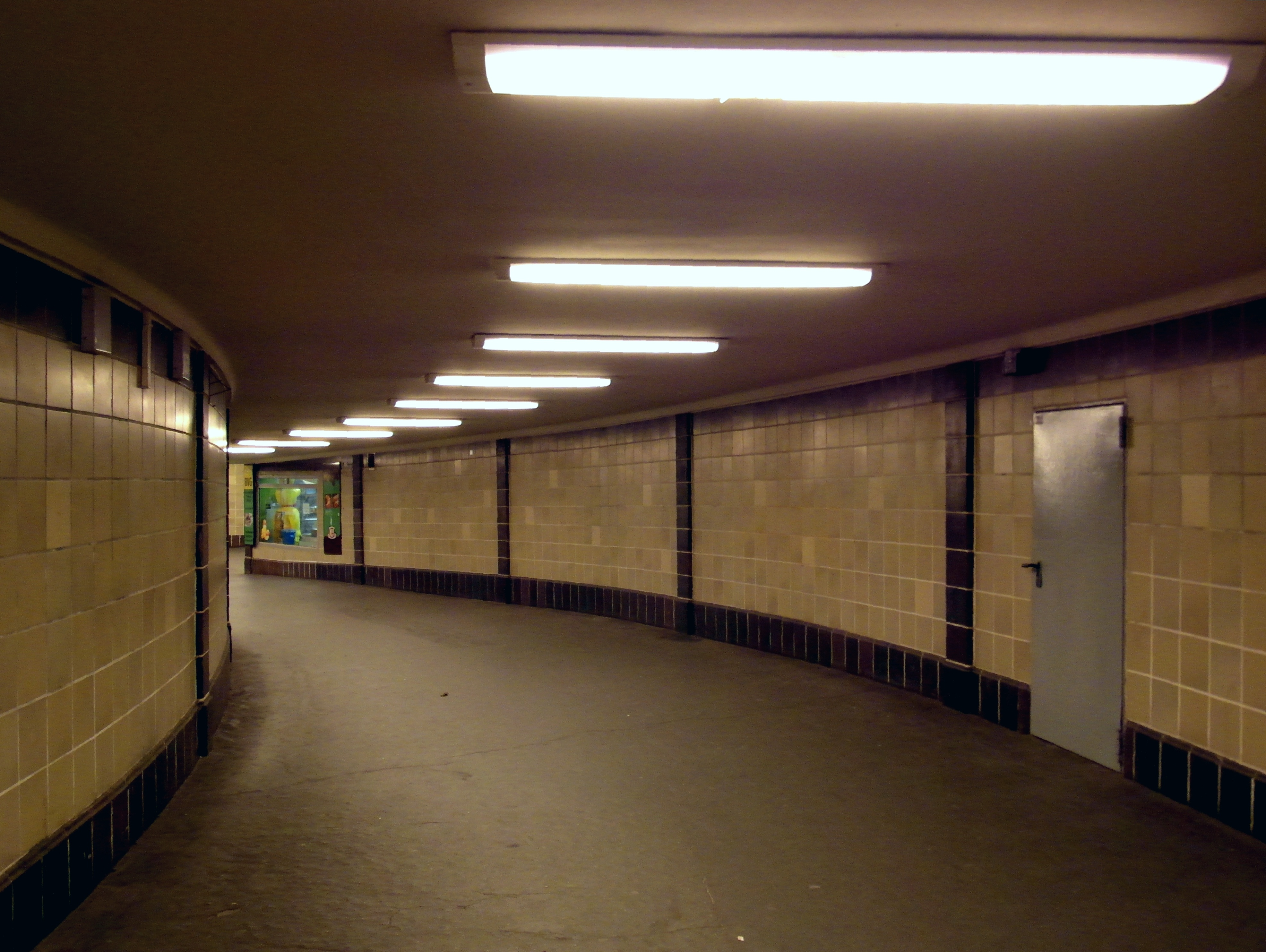
Il corridoio della stazione Platz der Luftbrücke, location della scena più famosa del film.

Il film fu girato a Berlino Ovest per specifica volontà del regista. Żuławski viveva in esilio già da qualche anno, dopo che le autorità polacche avevano bloccato le riprese del film Sul globo d'argento, ed era determinato ad ambientare Possession quanto più possibile vicino al Blocco orientale. 
Molte delle scene del film sono girate in prossimità del Muro di Berlino, protagonista silenzioso della pellicola, che così diviene simbolo dell'incomunicabilità tra i protagonisti e della loro scissione interiore. 
La scena più celebre della pellicola, nella quale Anna è in preda al profondo delirio che culmina nell'aborto/partogenesi, è ambientata nei corridoi della stazione Platz der Luftbrücke della Metropolitana di Berlino. La chiesa da cui la donna esce prima di avviarsi verso la metropolitana è la Chiesa di San Sava.
L'appartamento nel quale Anna nasconde la creatura mostruosa si trova in Sebastianstraße 87, nel quartiere di Kreuzberg, mentre la casa che condivide con Mark e il figlio Bob è in Bernauer Straße 68.

## Colonna sonora
La colonna sonora del film fu realizzata dal compositore polacco Andrzej Korzyński, che aveva già lavorato con Zuławski nei suoi precedenti film girati in patria. Il brano principale della colonna sonora, udibile sin dalla scena iniziale della pellicola, si intitola "The Night The Screaming Stops".

## Distribuzione
Il film è stato presentato in anteprima fuori concorso al Festival di Cannes il 25 maggio 1981.

### Data di uscita
| Date di pubblicazione internazionali | Date di pubblicazione internazionali | Date di pubblicazione internazionali |
| Paese                                | Titolo film                          | Date                                 |
| ------------------------------------ | ------------------------------------ | ------------------------------------ |
| Francia                              | Possession                           | 27 maggio 1981                       |
| Paesi Bassi                          | Possession                           | 10 settembre 1981                    |
| Spagna                               | La posesión                          | 19 settembre 1981                    |
| Brasile                              | Possessão                            | 25 dicembre 1981                     |
| Italia                               | Possession                           | 16 aprile 1982                       |
| Messico                              | Posesión                             | 7 luglio 1982                        |
| Stati Uniti                          | Possession                           | 28 ottobre 1983                      |
| Sudafrica                            | Possession                           | 28 ottobre 1983                      |
| Giappone                             | ポゼッション                         | 17 settembre 1988                    |
| Grecia                               | Μια γυναίκα δαιμονισμένη             | 20 febbraio 2004                     |

### Censura e divieti
Sin dall'uscita, il film ha ottenuto il divieto di visione ai minori di 18 anni, in diversi paesi quali Spagna, Nuova Zelanda, Corea del Sud, Svezia e Gran Bretagna. Una particolare curiosità riguarda la Germania: nonostante sia stato girato a Berlino e coprodotto da una compagnia tedesca, Possession non è mai stato distribuito in nessuna delle due Germanie, presumibilmente perché conteneva riprese fatte al controverso muro di Berlino.
Eccezion fatta per la Francia (il film è stato prodotto dalla Gaumont con la collaborazione di una casa di produzione tedesca), in quasi tutte le nazioni in cui è stata distribuita, la pellicola ha subito diversi tagli dalla censura: esistono infatti versioni della durata di 80 minuti (come l'edizione circolata tra gli altri in Italia e quella completamente rimontata e rimusicata con alcuni dialoghi cambiati per dare coerenza alla storia, in questa versione più improntata sulla possessione demoniaca, circolata negli Stati Uniti d'America), 97 minuti e 118 minuti. La versione originale ed integrale è di 123 minuti (In base all'edizione in Blu-Ray approvata dal regista e pubblicata nel 2013 in Inghilterra).

## Accoglienza

### Critica
(sottotitolo nella distribuzione italiana)
(David Lynch al Festival di Venezia del 2006)
Con questo film il regista tenta di analizzare l'eterno conflitto tra bene e male e la crisi dell'uomo moderno narrando le vicende (dalla nascita alla fine del loro rapporto) di una coppia di coniugi; Żuławski mette in scena queste tematiche ricorrendo in tutto e per tutto al suo universo cinematografico, fatto di dialoghi astrusi, personaggi grotteschi che appaiono e scompaiono o che addirittura si sdoppiano, scene condite da sfoghi di violenza raccapriccianti, atmosfere lugubri e spettrali. Tutti questi elementi vengono portati all'estremo del loro significato, dando vita a un film di difficile catalogazione, in quanto condensa in sé un gran numero di generi e sottogeneri: dall'orrore al dramma psicologico (evidenti, nei litigi familiari, le influenze del bergmaniano Scene da un matrimonio), dal grottesco al surreale (l'incredibile ed apocalittico finale), dal thriller allo splatter. Il tutto forma un film nichilista e visionario di difficile, se non impossibile comprensione, però capace di trasportare lo spettatore in un mondo popolato da incubi ed esseri mostruosi, attraverso un viaggio allucinante ed onirico che rimane impresso, sia nel bene che nel male.
- Per il Dizionario Mereghetti è un «saggio di patologia vagamente misogino, che si tramuta (...) in un horror perverso (...) Non per tutti i gusti».[21]
- Per il Dizionario Morandini, che gli assegna due stelle e mezzo su cinque di giudizio, è «un racconto e dei personaggi all'insegna di un gratuito grand-guignol di visionario isterismo».[20][22][23]
- Il dizionario Farinotti gli assegna invece due stelle su cinque, senza fornire alcun giudizio critico.[24]
- Ondacinema lo inserisce tra le Pietre Miliari del cinema definendolo «polimorfico generatore di incubi».[25]

Il film gode di un giudizio ampiamente positivo da parte della critica; su Rotten Tomatoes 39 critici esprimono un gradimento dell'85%, con un voto medio di 8/10; su Metacritic il voto medio di 10 critici è di 75/100.

## Riconoscimenti
- Candidatura per la Palma d'oro al Festival di Cannes 1981.
- Prix d'interprétation féminine al Festival di Cannes 1981 per Isabelle Adjani.
- Premio della critica al regista Andrzej Żuławski al São Paulo International Film Festival nel 1981.
- Premio César per la migliore attrice nel 1982 per l'Adjani (l'attrice ha vinto questo premio 5 volte, un record assoluto).
- Premio per la migliore attrice (ad Isabelle Adjani) al Festival internazionale del Cinema di Porto nel 1983.

## Documentari
Nel 2009 è uscito il documentario The Other Side of the Wall: The Making of Possession, diretto da Daniel Bird, con interviste al regista Andrzej Żuławski, alla produttrice Marie-Laure Reyre, allo scrittore Frederic Tuten ed al direttore della fotografia Andrzej J. Jaroszewicz.

## Curiosità
- La scena dell'amplesso tra Anna e la creatura tentacolare pare essere stata ispirata dalla xilografia giapponese Il sogno della moglie del pescatore (1814) di Katsushika Hokusai.[2][29]
- L'iconico poster francese del film, raffigurante una donna circondata da tentacoli, è opera dell'artista polacca Barbara Baranowska, prima moglie di Żuławski.[30]
- L'interpretazione di Isabelle Adjani - e nello specifico la disturbante scena della metro - ha ispirato il videoclip del singolo dei Massive Attack (feat. Young Fathers) Voodoo in My Blood (2016), che vede come protagonista Rosamund Pike.[31]
- La performance dell'attrice francese in Possession è stata esplicita fonte di ispirazione per Lily-Rose Depp per il film Nosferatu (2024) di Robert Eggers.[32]

## Remake
Nel 2024 la Paramount Pictures ha manifestato l'intenzione di realizzare un remake del film, con la co-produzione di Robert Pattinson e la regia di Parker Finn.